# Michael Linscheid
Michael W. Linscheid (*  30. Dezember 1948 in Wuppertal) ist ein deutscher Chemiker und Hochschullehrer im Ruhestand.
Seine Forschungen zielten auf die Weiterentwicklung der quantitativen Bestimmung von Peptiden, Proteinen und DNA in biologischen Proben mit Hilfe von Mikrotrenntechniken und der Massenspektrometrie. Im Fokus waren dabei chemisch veränderte Strukturen, die durch Medikamente und xenobiotische Stoffe entstehen und die in der Krebsentstehung und Krebstherapie von Bedeutung sind. Dazu kamen Untersuchungen zum Gasphasenverhalten von komplexen biologischen Oligomeren sowie Forschungsarbeiten über die Membranbestandtteile räuberischer Bakterien (Bdellovibrio).

## Leben
Linscheid studierte Chemie an der Universität Köln und promovierte dort 1975. 1980 ging er als Forschungschemiker an die University of California, Berkeley. Im Jahr darauf wurde er zum Leiter der Arbeitsgruppe Organische Analyse am Institut für Spektrochemie und Angewandte Spektroskopie (ISAS) in Dortmund berufen. Nach Forschungsaufenthalten in USA und Japan sowie der Habilitation an der Universität Köln folgte er 1998 dem Ruf als Professor für Angewandte Analytik und Umweltchemie an die Humboldt-Universität zu Berlin.
Für die DFG war er seit 1998 Mitglied des Apparateausschusses, seit 2001 Gutachter für Analytische Chemie und seit 2004 Sprecher des Fachkollegiums Analytik und Methodenentwicklung und war Vorsitzender der Arbeitsgemeinschaft Massenspektrometrie. Im Jahr 2005 bekam er den Applied Biosystems Life Science-Preis der Deutschen Gesellschaft für Massenspektrometrie für seine herausragenden wissenschaftlichen Arbeiten im Bereich der Massenspektrometrie in den Biowissenschaften.
Michael Linscheid war von 2002 bis 2004 Dekan der Mathematisch-Naturwissenschaftlichen Fakultät I der Humboldt-Universität. Er leitete als kommissarischer Direktor das Museum für Naturkunde von 2004 bis 2005. Er war von 2008 bis 2010 Vizepräsident für Forschung an der Humboldt-Universität zu Berlin und von 2016 bis 2017 Berater bei der School of Analytical Sciences Adlershof (SALSA).
Er ist verheiratet und hat zwei Kinder.

## Auszeichnung
- 2005 Applied Biosystems Life Science-Preis